# 程恩富
程恩富（てい おんふ、1950年7月 - ）は、中華人民共和国のマルクス主義経済学者。
上海生まれ。復旦大学卒業、修士。中国社会科学院のマルクス主義研究学部主任、教授。中国社会科学院経済社会発展研究センター主任、2008年・2013年全国人民代表大会安徽区代表。

## 学説の特徴
- 程恩富経済学は実際から出発し、マルクス主義理論を指導として、経済学理論のすべての参考にできる長所を吸収し、市場経済発展の法則を正しく反映することによって現れた現代中国のマルクス主義経済学である。
- 程恩富経済学は現代西側経済学の方法を批判的に吸収し、現代社会科学と自然科学の知識と方法をクロスさせて学んでいる。程恩富経済学の方法論についての革新と発展はマルクスの学術伝統の創造的転化と真の科学的理論革新への実現に新しい見方と構想を提供した。それとともに、中国経済学の基本的理論と基本的政策の革新・再建への実現を新しい方法論の指摘と思想を与えた。

## 役職
世界政治経済学学会会長、中華外国経済学説研究会会長、全国経済規則研究会会長。

## 主要著書
- 『文化经济学』（中国经济出版社1993年版）
- 『国家主导型市场经济论』（上海远东出版社1995年版）
- 『西方产权理论评析』（当代中国出版社1997年版）
- 『当代中国经济理论探索』（上海财经大学出版社1999年版）
- 『现代政治经济学』（上海财经大学出版社2000年版）
- 『经济学方法论』（上海财经大学出版社2002年版）
- 『新制度经济学』（经济日报出版社2005年版）
- 『中国海派经济论坛』（上册，上海财经大学出版社1998年版）
- 『中国海派经济论坛』（下册，上海财经大学出版社2001年版）
- 『国外经济学与当代中国经济（八卷本）』（当代中国出版社2002年版）
- 『经济改革思维：东欧俄罗斯经济学』（当代中国出版社2002年版）
- 『劳动创造价值的规范与实证研究』（上海财经大学出版社2005年版，英文版将于2016年出版）
- 『程恩富选集』（中国社会科学出版社2010年版）
- 『经济理论与政策创新』（中国社会科学出版社2013年版）
- 『马克思主义经济学的五大理论假设』（人民出版社2012年版）
- 『马克思主义经济思想史』（五卷本）（中国出版集团东方出版中心出版2006年版）
- 『当代经济学理论与实践』（中国经济出版社2007年版）
- 『文化经济学』（南开大学出版社2007年版）
- 『现代政治经济学数理分析丛书』（五卷本）（上海财经大学出版社2011年版）
- 『经济力系统研究』（上海财经大学出版社2011年版）
- 『中级现代政治经济学』（上海财经大学出版社2012年版）
- 『高级现代政治经济学』（上海财经大学出版社2012年版）
- 『重建中国经济学』（复旦大学出版社2015年版）
- 『中国特色社会主义制度体系研究』（五卷本）（经济科学出版社2014年版）
- 『马克思主义整体性新论』（中国社会科学出版社2014年版）
- 程恩富 (著)、胡楽明 (著)、岡部守 (監修)、薛宇峰 (監修)『経済学方法論 上巻: 中国マルクス主義経済学の視点』八朔社、2015年10月9日、394頁。ISBN 978-4860140748。
- 程恩富 (著)、胡楽明 (著、編集)、岡部守 (監修)、薛宇峰 (監修)『経済学方法論 下巻: 中国マルクス主義経済学の外延的拡大』八朔社、2016年1月10日、380頁。ISBN 978-4860140755。